# Pacific Palisades (wijk)
Pacific Palisades is een wijk in Los Angeles (Californië), gelegen tussen Brentwood (Los Angeles, Californië) in het oosten, Malibu in het westen, Santa Monica in het zuidoosten, de baai van Santa Monica in het zuidwesten en de Santa Monica Mountains in het noorden. Het gebied heeft ongeveer 27.000 inwoners. Het is een erg rijk en vooral residentieel gebied, met een mix van grote private woningen, kleine oudere huizen, flats en appartementen. Het heeft een klein zakencentrum langs Sunset Boulevard, bestaand uit restaurants, winkels, banken en kantoren, dat bekendstaat als "the village". Pacific Palisades omvat ook enkele grote parken en vele wandelmogelijkheden. Het staat bekend als "de plaats waar de bergen de zee ontmoeten".
Een groot deel van de wijk werd verwoest in januari 2025, toen Los Angeles getroffen werd door een aantal natuurbranden.

## Geboren
- Randy Stoklos (1960), beachvolleyballer
- Miles Partain (2001), beachvolleyballer

## Overleden
- Sydney Pollack (1934-2008), regisseur, acteur en producent
- Matthew Perry (1969-2023) acteur

## Galerij

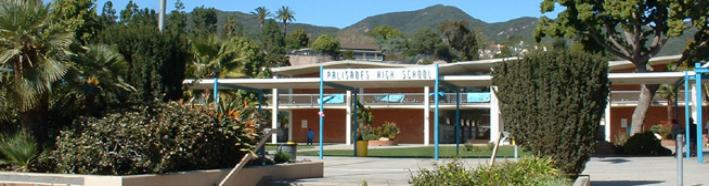
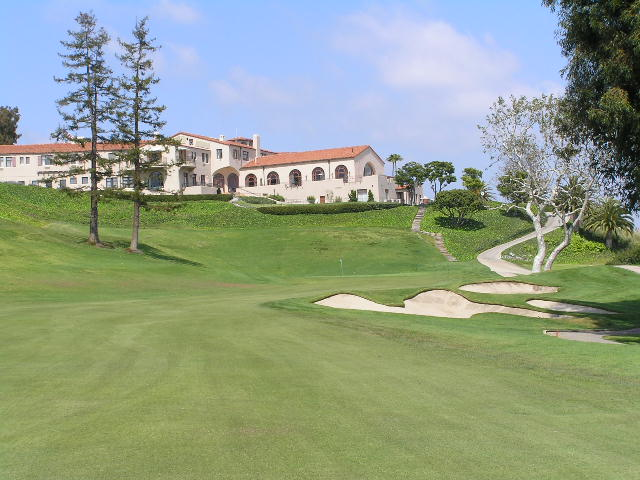
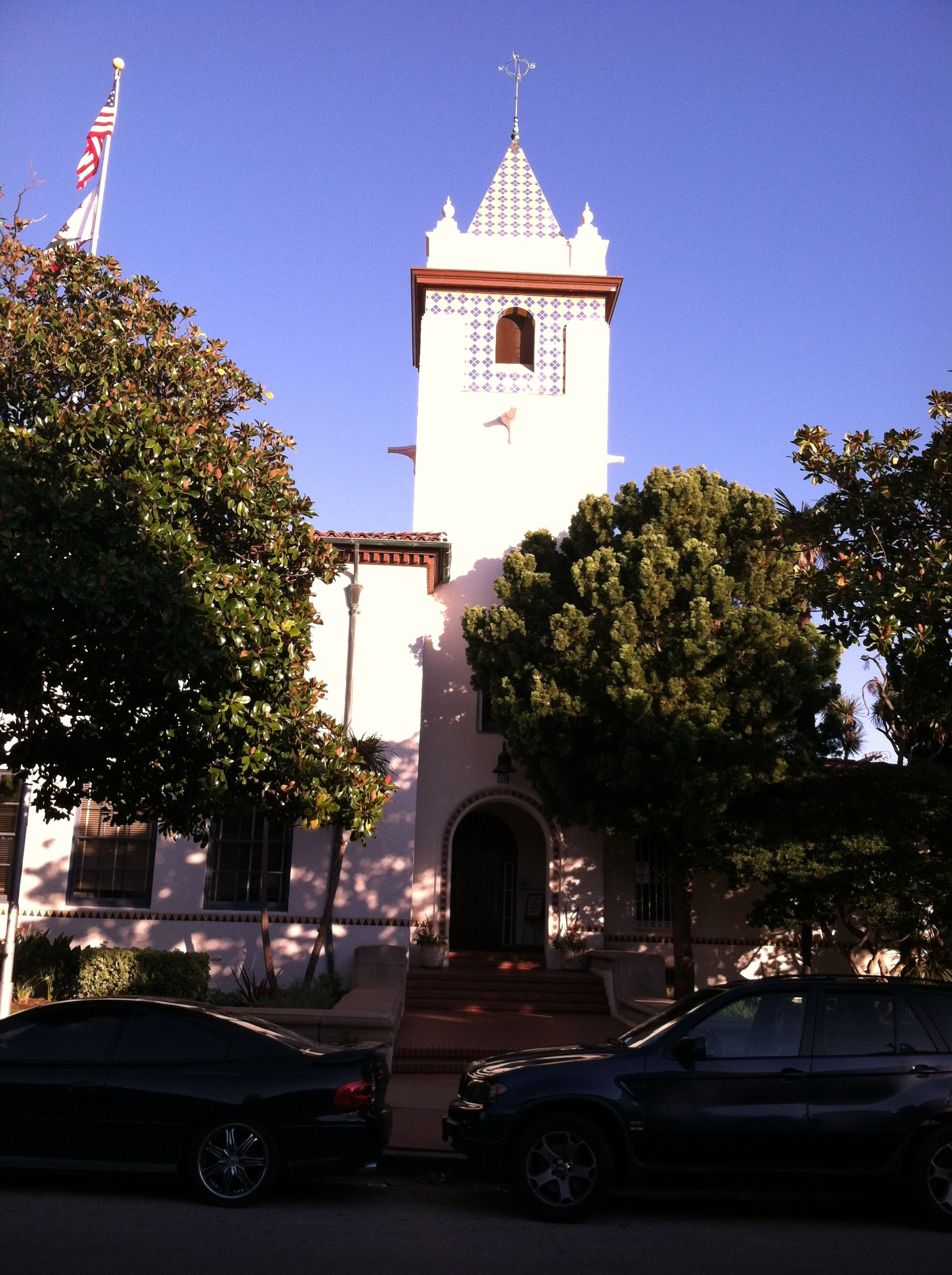
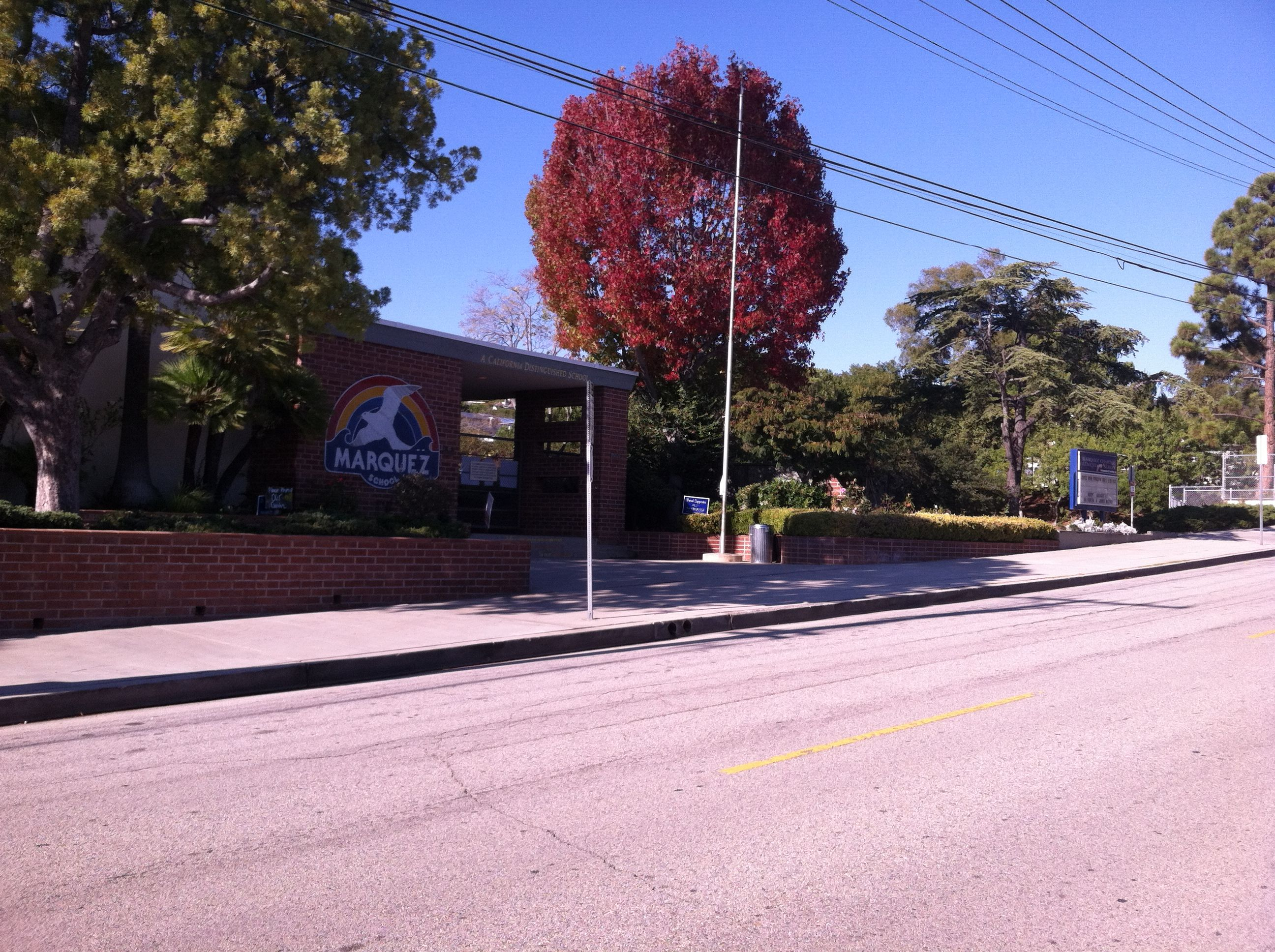
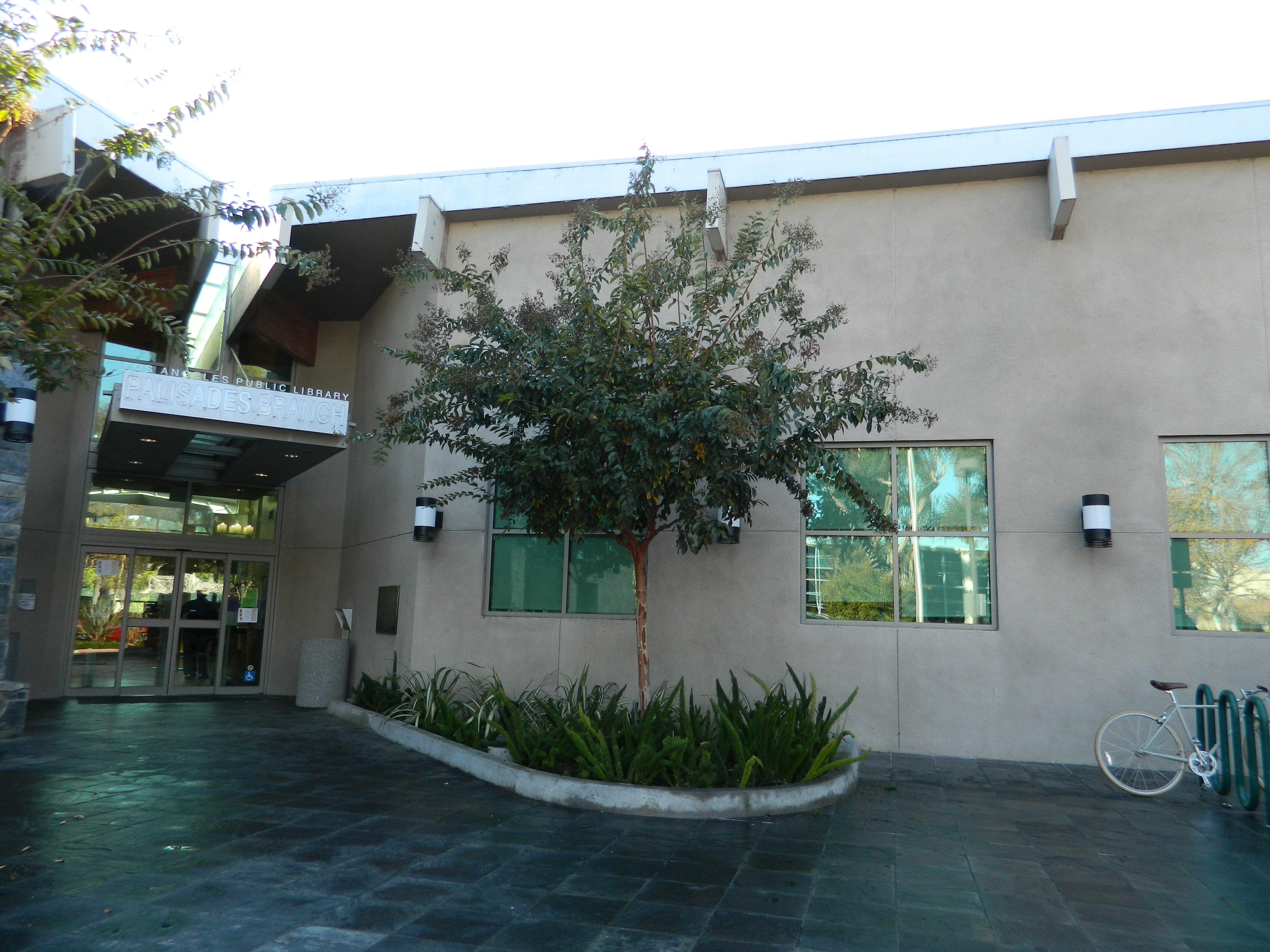
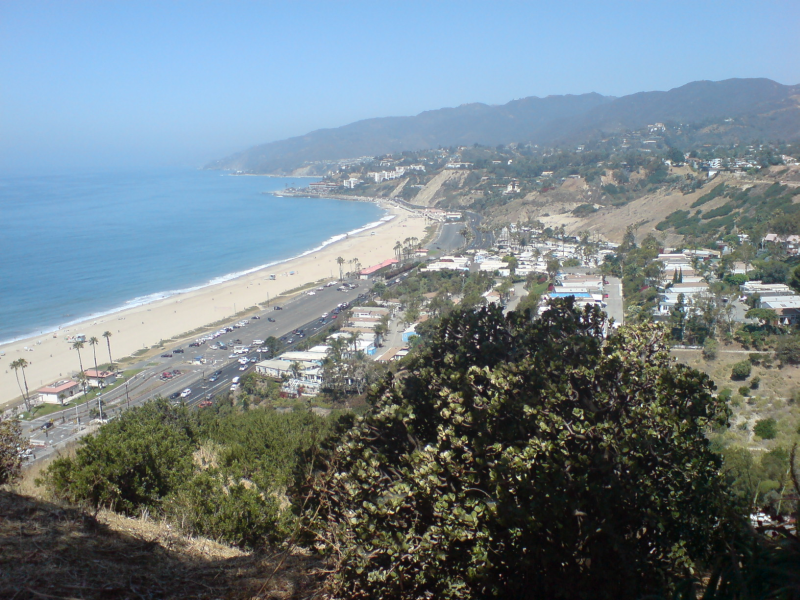